# Ateixco
Ateixco är en ort i Mexiko.   Den ligger i kommunen Huejutla de Reyes och delstaten Hidalgo, i den sydöstra delen av landet, 200 km norr om huvudstaden Mexico City. Ateixco ligger 155 meter över havet och antalet invånare är 467.
Terrängen runt Ateixco är kuperad åt sydost, men åt nordväst är den platt. Runt Ateixco är det ganska tätbefolkat, med 248 invånare per kvadratkilometer. Närmaste större samhälle är Huejutla de Reyes, 7,3 km öster om Ateixco. Omgivningarna runt Ateixco är en mosaik av jordbruksmark och naturlig växtlighet.